# Danh sách công ty New Zealand
Dưới đây là danh sách các công ty New Zealand, có khoảng trên 100.000 công ty tại quốc gia này

## Danh sách NZX 50 Companies
Danh sách dưới đây bao gồm 50 công ty lớn nhất New Zealand niêm yết trên Sàn giao dịch New Zealand theo free float market capitalisation:
- Auckland International Airport Limited
- Air New Zealand Limited
- AMP Limited
- Australia and New Zealand Banking Group Limited (ANZ)
- APN News & Media Limited
- AXA Asia Pacific Holdings Limited
- BIL International Limited
- Carter Holt Harvey
- Cavalier Corporation Limited
- Contact Energy Limited
- Capital Properties New Zealand Limited
- Fletcher Building Limited
- Fisher & Paykel Appliances Holdings Limited
- Fisher & Paykel Healthcare Corporation Limited
- Freightways Limited
- Guinness Peat Group Plc
- Hellaby Holdings Limited
- Hallenstein Glasson Holdings Limited
- Infratil Limited
- Lion Nathan Limited
- Mainfreight Limited
- Michael Hill International Limited
- Nuplex Industries Limited
- New Zealand Oil & Gas Limited
- Property For Industry Limited
- PGG Wrightson Limited
- Promina Group Limited
- Port of Tauranga Limited
- Pumpkin Patch Limited
- Rubicon Limited
- Ryman Healthcare Limited
- Sanford Limited
- Skycity Entertainment Group Limited
- Sky Network Television Limited
- Steel & Tube Holdings Limited
- Telecom Corporation of New Zealand Limited
- Tenon Limited
- Tourism Holdings Limited
- Telstra Corporation Limited
- TrustPower Limited
- Tower Limited
- Vector Limited
- Waste Management NZ Limited
- Westpac Banking Corporation
- The Warehouse Group

### Các công ty khác
- Allied Pickfords
- Amtel Communications
- Bank of New Zealand
- BCL New Zealand
- Blis Technologies
- Brookers Ltd
- Canary Data Solutions Ltd
- Canterbury of New Zealand
- Carrad & Patterson Ltd
- Designline
- Eurekster
- Fonterra
- Foodstuffs
- Gabites Porter Consultants
- Genesis Power Limited
- Henshaw Signs Ltd
- IHUG
- Independent Newspapers Ltd
- Jade Software Corporation
- Meridian Energy Limited
- Mighty River Power Limited
- Netconcepts
- New Zealand Exchange Ltd ("NZX")
- Origin Pacific Airways
- Progressive Enterprises
- Provenco Group
- Quik Internet (NZ) Ltd
- Rebel Sport
- SLI Systems
- The Bell Tea Company
- The New Zealand Wine Company - formerly Grove Mill Wine Company
- Toll New Zealand
- Traffic Design Group
- Webforce Ltd
- Xelocity